# Білка (порода кролів)
Білка — порода кролів. Свою назву порода отримала за оригінальне густе хутро, що нагадує хутро алеуцької білки. Належить до середніх за величиною кролів м'ясо-шкуркового напрямку.

## Історія
Порода виведена в Німеччині, у місті Марбург, у 1916 році, шляхом схрещування Віденських блакитних і кролів породи Гавана.

## Хутро
Порода кролів Білка вийшла вдала, відрізняється декоративним якісним рівним хутром, за що її особливо цінують. За стандартом породи передбачається однотонний колір, що не має вкраплень, відтінки можуть бути різні, наприклад, часто, світло-блакитне забарвлення з бузковим відтінком. Черевце білясте.
Шкурка кролів породи Білка завжди має попит на ринку хутряних виробів, його не перефарбовують, використовують у натуральному вигляді.

## Біологічні характеристики
Дорослі кролі породи Білка важать 4—4,5 кг, це середні за величиною кролі. Статура у них пропорційна, конституція міцна. Характеристики кролів породи Білка близькі до кролів породи Віденський блакитний.
Кролиці породи Білка мають середню плодовитість і молочність, у поносі не буває більш як шість кроленят, що стримує бажання кролівників займатися розведенням цієї породи. М'ясо цих кролів ніжне, кістяк тонкий.
Промислового виробництва порода не отримала, хоча заслуговує на більшу увагу з боку кролівників. Іноді кролів породи Білка, можна зустріти як декоративних, а також в окремих господарствах ентузіастів.